# EMac
Ne doit pas être confondu avec Emacs.
L'eMac est une gamme d’ordinateur Apple d’entrée de gamme. Il a été lancé en avril 2002 pour combler le vide laissé dans la gamme par le remplacement de l’iMac G3 original par l’iMac G4 à écran plat, qui coûtait plus cher.
L’eMac était à l’origine réservé au marché de l’éducation (d’où le nom d’eMac) avant de devenir accessible à tout le monde deux mois plus tard. Proposé à 1 499 € à l’origine avec un processeur PowerPC G4 à 700 MHz, il fut le G4 le plus accessible, et de loin, jusqu’à l’apparition du Mac mini. Il est doté d’un écran à tube cathodique de 17", malgré l’annonce par Steve Jobs (PDG d’Apple) plusieurs mois auparavant de l’abandon des écrans CRT.
Dans la dernière mise à jour, datée de mai 2005, le processeur PowerPC G4 est à 1,42 GHz, la carte graphique en version Radeon 9600 ATI supporte les fonctions Core Image de Tiger (Mac OS X 10.4) et le lecteur « Superdrive » les DVD double couche, soit un stockage allant jusqu'à 8,5 Go par DVD.
Apple a cessé la commercialisation de l'eMac le 12 octobre 2005.
Considéré comme le vilain petit canard par Steve Jobs, qui voulait en finir avec les écrans cathodiques, il fut à la fois le Mac tout-en-un proposant le meilleur rapport qualité/prix, et le Mac le moins mis en avant par Apple (aucune publicité en Europe).

## Les différentes versions
| Modèle                                     | eMac | eMac (ATI Graphics) | eMac (USB 2.0) | eMac (2005) |
| ------------------------------------------ | --- | --- | --- | --- |
| Date de sortie                             | 22 avril 2002 | 6 mai 2003 | 13 avril 2004 | 3 mai 2005 |
| Identifiant du modèle                      | PowerMac4,4 | PowerMac4,4 | PowerMac6,4 | PowerMac6,4 |
| Nom de code                                | "P69" | "Northern Lights" | "Topsearch" | "Q86J" |
| Écran                                      | 17-inch (16-inch viewable) 1280 x 960 flat CRT | 17-inch (16-inch viewable) 1280 x 960 flat CRT | 17-inch (16-inch viewable) 1280 x 960 flat CRT | 17-inch (16-inch viewable) 1280 x 960 flat CRT |
| Processeur                                 | 700 MHz ou 800 MHz PowerPC G4 (7441/7451) | 800 MHz ou 1 GHz PowerPC G4 (7445) | 1,25 GHz PowerPC G4 (7447A) 1 GHz for education only | 1,42 GHz PowerPC G4 (7447A) 1,25 GHz for education only |
| Mémoire cache du processeur                | 64 KO L1, 256 KB L2 (1:1) | 64 KO L1, 256 KB L2 (1:1) | 64 KO L1, 512 KB L2 on chip (1:1) | 64 KO L1, 512 KB L2 on chip (1:1) |
| Bus système                                | 100 MHz | 133 MHz | 167 MHz | 167 MHz |
| Mémoire vive                               | 128 MO de PC133 SDRAM (256 MO pour 1 GHz SuperDrive model) Expandable up to 1 GB | 128 MO de PC133 SDRAM (256 MO pour 1 GHz SuperDrive model) Expandable up to 1 GB | 256 MO de 333 MHz PC2700 DDR SDRAM (512 MO pour 1,42 GHz SuperDrive model) Expandable up to 2 GB (officially only 1 GB is supported) , | 256 MO de 333 MHz PC2700 DDR SDRAM (512 MO pour 1,42 GHz SuperDrive model) Expandable up to 2 GB (officially only 1 GB is supported) , |
| Carte graphique                            | NVIDIA GeForce 2 MX avec 32MO de DDR SDRAM | ATI Radeon 7500 avec 32 MO de DDR SDRAM | ATI Radeon 9200 avec 32 MO de DDR SDRAM | ATI Radeon 9600 avec 64 MO de DDR SDRAM ATI Radeon 9200 with 32 MB of DDR SDRAM for education only |
| Carte graphique                            | AGP 2x | AGP 4x | AGP 4x | AGP 4x |
| Disque dur                                 | 40 GO | 40 GO, 60 GO, 80 GO | 40 GO, 80 GO | 40 GO, 80 GO, 120 GO, 160 GO |
| Disque dur                                 | Ultra ATA/66 | Ultra ATA/66 | Ultra ATA/100 | Ultra ATA/100 |
| Lecteur de disque optique                  | Combo Drive (CD-RW/DVD-ROM) by default or SuperDrive (DVD-RW) option CD-RW by default for initial 700 MHz model, CD-ROM by default for 800 MHz refresh and optional for education 1,25 GHz models, SuperDrive by default for initial 800 MHz model | Combo Drive (CD-RW/DVD-ROM) by default or SuperDrive (DVD-RW) option CD-RW by default for initial 700 MHz model, CD-ROM by default for 800 MHz refresh and optional for education 1,25 GHz models, SuperDrive by default for initial 800 MHz model | Combo Drive (CD-RW/DVD-ROM) by default or SuperDrive (DVD-RW) option CD-RW by default for initial 700 MHz model, CD-ROM by default for 800 MHz refresh and optional for education 1,25 GHz models, SuperDrive by default for initial 800 MHz model | Combo Drive (CD-RW/DVD-ROM) by default or SuperDrive (DVD-RW) option CD-RW by default for initial 700 MHz model, CD-ROM by default for 800 MHz refresh and optional for education 1,25 GHz models, SuperDrive by default for initial 800 MHz model |
| Connectique                                | Optional AirPort 802.11b 10/100 BASE-T Ethernet 56k V.90 modem | Optional AirPort Extreme 802.11b/g 10/100 BASE-T Ethernet 56k V.92 modem | Optional AirPort Extreme 802.11b/g 10/100 BASE-T Ethernet 56k V.92 modem (optional on education 1,25 GHz models) Optional Bluetooth 1.1 | Optional AirPort Extreme 802.11b/g 10/100 BASE-T Ethernet 56k V.92 modem (optional on education 1,25 GHz models) Optional Bluetooth 1.1 |
| Sortie vidéo                               | Mini-VGA at up to 1280x960 (mirrored mode only). Unofficially, can be altered to support extended display mode in models with ATI graphics using a tool called Screen Spanning Doctor.                                                             | Mini-VGA at up to 1280x960 (mirrored mode only). Unofficially, can be altered to support extended display mode in models with ATI graphics using a tool called Screen Spanning Doctor.                                                             | Mini-VGA at up to 1280x960 (mirrored mode only). Unofficially, can be altered to support extended display mode in models with ATI graphics using a tool called Screen Spanning Doctor.                                                             | Mini-VGA at up to 1280x960 (mirrored mode only). Unofficially, can be altered to support extended display mode in models with ATI graphics using a tool called Screen Spanning Doctor.                                                             |
| Periphériques                              | 3x USB 1.1 2x Firewire 400 Built-in 18-watt stereo speakers | 3x USB 1.1 2x Firewire 400 Built-in 18-watt stereo speakers | 3x USB 2.0 2x Firewire 400 Built-in 16-watt stereo speakers | 3x USB 2.0 2x Firewire 400 Built-in 18-watt stereo speakers |
| Système d’exploitation d’origine           | Mac OS X 10.1.4 “Puma” and Mac OS 9.2.2 | Mac OS X 10.2.6 “Jaguar” Optional Mac OS 9.2.2 | Mac OS X 10.3.3 “Panther" | Mac OS X 10.4 "Tiger" |
| Dernière version du système d’exploitation | Mac OS X 10.5.8 "Leopard" and Mac OS 9.2.2 | Mac OS X 10.5.8 "Leopard" and Mac OS 9.2.2 | Mac OS X 10.5.8 "Leopard" | Mac OS X 10.5.8 "Leopard" |
| Poids                                      | 50 lb / 22,7 kg | 50 lb / 22,7 kg | 50 lb / 22,7 kg | 50 lb / 22,7 kg |

- avril 2002
  - G4 700 MHz, bus à 100 MHz, 128 Mo de RAM, 40 Go de disque dur, carte graphique nVidia GeForce 2 MX, lecteur CD-ROM (éducation uniquement)
  - G4 700 MHz, bus à 100 MHz, 128 Mo de RAM, 40 Go de disque dur, carte graphique nVidia GeForce 2 MX, graveur CD/lecteur DVD (Combo) (éducation uniquement)
  - G4 700 MHz, bus à 100 MHz, 128 Mo de RAM, 40 Go de disque dur, carte graphique nVidia GeForce 2 MX, graveur CD-RW (sorti en juin)

- août 2002
  - G4 700 MHz, bus à 100 MHz, 128 Mo de RAM, 40 Go de disque dur, carte graphique nVidia GeForce 2 MX, graveur CD/lecteur DVD (Combo), 1 195 €
  - G4 800 MHz, bus à 100 MHz, 256 Mo de RAM, 60 Go de disque dur, carte graphique nVidia GeForce 2 MX, graveur DVD (SuperDrive), 1 554 €

- mai 2003
  - G4 800 MHz, bus à 133 MHz, 128 Mo de RAM, 40 Go de disque dur, carte graphique ATI Radeon 7500, lecteur CD-ROM, 999 €
  - G4 1 GHz, bus à 133 MHz, 128 Mo de RAM, 60 Go de disque dur, carte graphique ATI Radeon 7500, graveur CD/lecteur DVD (Combo), 1 195 €
  - G4 1 GHz, bus à 133 MHz, 256 Mo de RAM, 80 Go de disque dur, carte graphique ATI Radeon 7500, graveur DVD (SuperDrive), 1 554 €

- octobre 2003
  - G4 1 GHz, bus à 133 MHz, 128 Mo de RAM, 40 Go de disque dur, carte graphique ATI Radeon 7500, graveur CD/lecteur DVD (Combo), 899 €
  - G4 1 GHz, bus à 133 MHz, 256 Mo de RAM, 80 Go de disque dur, carte graphique ATI Radeon 7500, graveur DVD (SuperDrive), 1 199 €

- avril 2004
  - G4 1 GHz, bus à 167 MHz, 256 Mo de RAM, 40 Go de disque dur, carte graphique ATI Radeon 9200, sans modem ni lecteur optique (éducation seulement)
  - G4 1,25 GHz, bus à 167 MHz, 256 Mo de RAM, 40 Go de disque dur, carte graphique ATI Radeon 9200, graveur CD/lecteur DVD (Combo), 849 €
  - G4 1,25 GHz, bus à 167 MHz, 256 Mo de RAM, 80 Go de disque dur, carte graphique ATI Radeon 9200, graveur DVD (SuperDrive), 1 099 €

- mai 2005
  - G4 1,25 GHz, bus à 167 MHz, 256 Mo de RAM, 40 Go de disque dur, carte graphique ATI Radeon 9200, lecteur CD-ROM, sans modem, 649 € (éducation seulement)
  - G4 1,42 GHz, bus à 167 MHz, 256 Mo de RAM, 80 Go de disque dur, carte graphique ATI Radeon 9600, graveur CD/lecteur DVD (Combo), 799 €
  - G4 1,42 GHz, bus à 167 MHz, 512 Mo de RAM, 160 Go de disque dur, carte graphique ATI Radeon 9600, graveur DVD (SuperDrive), 999 €

## Système d'exploitation
Le système d'exploitation officiel de l'eMac est OS X décliné en plusieurs versions pour processeur PPC.
Le système d'exploitation MorphOS a été porté sur eMac depuis la version 2.5 sortie en juin 2010, il s'agit de la seconde machine Apple supportant cet OS, le Mac mini étant supporté depuis la version 2.4.